# Salacia loloensis
Salacia loloensis är en benvedsväxtart som beskrevs av Ludwig Eduard Theodor Loesener. Salacia loloensis ingår i släktet Salacia och familjen Celastraceae. Utöver nominatformen finns också underarten S. l. sibangana.